# Jean Allarmet de Brogny
Jean Allarmet de Brogny (c. 1342 - 16 de fevereiro de 1426), também chamado de Jean Fraçon, foi um cardeal francês, Deão do Sagrado Colégio dos Cardeais.

## Biografia
Nascido em Petit-Brogny, Hameau d'Annecy le Vieux, França, era de uma família humilde, filho de Fraczon Mermet. Ele estudou em Annecy, Genebra e Avinhão, obteve um doutorado utroque iure, tanto em direito canônico e direito civil em 1379. Torna-se Vigário geral da sé metropolitana de Vienne. Cânone do capítulo da catedral de Genebra. Capelão ou camareiro do antipapa Clemente VII. Deão de Gap, no início de 1382. Recebeu o diaconato. Eleito bispo de Viviers em 11 de agosto de 1382.
Foi criado pseudocardeal-presbítero no consistório de 12 de julho de 1385, recebendo o título de Santa Anastácia. Conselheiro do antipapa para os assuntos de Nápoles, em agosto de 1386, setembro de 1387 e janeiro de 1388. Em janeiro de 1390, ele interveio nas negociações do tratado de paz entre o antipapa Clemente VII e Raimundo de Turenne. Torna-se Vice-chanceler da Santa Igreja Romana em 1391, na obediência avinhonesa. Ele estava presente na morte de antipapa Clemente VII em 16 de setembro de 1394.
Executor testamentário do cardeal Guillaume d'Aigrefeuille, em 24 de setembro de 1394, e legataire do Cardeal Jean de Murol, em 19 de setembro de 1397. Abandona o antipapa Bento XIII em 1 de setembro de 1398, voltando logo em seguida. Torna-se cardeal-protopresbítero em maio de 1404.
Promovido à sé suburbicária de Óstia-Velletri em 13 de junho de 1405. Abandona o antipapa Bento XIII em definitivo em 1408 e foi deposto por ele em 21 de outubro do mesmo ano, quando foi para a Itália, onde trabalhou para o fim do cisma. Participou do Concílio de Pisa. Eleito antipapa Alexandre V, nomeou-o vice-chanceler da Santa Igreja Romana novamente e confirmou-o como bispo de Ostia-Velletri.
Consagrou o novo Antipapa João XXIII, no domingo 25 de maio de 1410, em San Petronio, em Bolonha. Nomeado vice-camerlengo da antipapa. Arcebispo da Sé de Arles, em 24 de novembro de 1410, tomou posse em 27 de dezembro seguinte. Nomeado como vigário-geral do bispo de Vaison em 6 de março de 1419, em Salon. Enviado para Constança para preparar o Concílio Geral, que foi inaugurado em 5 de novembro de 1414, ele presidiu o concílio como decano por ser o mais velho de todos os cardeais.
Consagrou o novo papa Martinho V bispo de Roma, no domingo 14 de novembro de 1417, no presbitério da catedral de Constança. Ele entrou na cúria papal em Florença, em 4 de maio de 1419. Ele foi a Tivoli com o papa em 17 de junho de 1421. Ele foi então substituído temporariamente como vice-chanceler do Cardeal Jean de la Rochetaillée. Em 23 de outubro de 1422, ele passou de Roma para Sutri e retornou em 26 de dezembro do mesmo ano. Administrador da Sé de Genebra, em 3 de dezembro de 1423. Fundou conventos dominicanos em Le Puy, Tivoli, e Annecy, um hospital e um convento cisterciense em Brogny e Collège Saint-Nicolas em Avinhão, para vinte alunos.
Morreu em 16 de fevereiro de 1426, em Roma. Sepultado na capela de San Martino na Basílica de São Pedro, em 1428, seus restos mortais foram transferidos para a capela colegial dos Macchabées, que ele havia fundado, na antiga catedral de Notre-Dame de Genebra.

## Conclaves
- Conclave de 1394 - participou da eleição do Antipapa Bento XIII
- Conclave de 1404 - não participou da eleição do Papa Inocêncio VII
- Conclave de 1406 - não participou da eleição do Papa Gregório XII
- Conclave de 1409 - participou da eleição do Antipapa Alexandre V
- Conclave de 1410 - participou da eleição do Antipapa João XXIII
- Conclave de 1417 - participou da eleição do Papa Martinho V